# Bentešina
Bentešina (Benteschina, auch Pentešina; sumerisch IZAG.ŠEŠ, ugaritisch Pndḏn) war Sohn und Nachfolger des Duppi-Teššup von Amurru und übernahm mit Unterbrechungen in der Zeit von etwa 1290/80 v. Chr. bis 1235 v. Chr. das Königsamt von Amurru.

## Name
Sein Name ist wahrscheinlich hurritisch und setzt sich aus fandi (rechts), šena (Bruder) sowie dem Artikel -ni zusammen. Fandi-šenni bedeutet so viel wie „Der Bruder ist gerecht“.

## Leben
Wann genau Bentešina den Thron bestieg, ist unbekannt. Nachgewiesen als König von Amurru ist er aber bereits vor der Schlacht von Kadesch (ca. 1274 v. Chr.), als er das Bündnis mit den Hethitern löste und ca. 1276/1275 v. Chr. auf die ägyptische Seite wechselte, nachdem Ramses II. in seinem 4. Regierungsjahr Ammuru angegriffen hatte. Aufgrund dieses Treuebruchs setzte der hethitische Großkönig Muwattalli II. Bentešina nach der Schlacht von Kadeš, nach der die Kontrolle der Hethiter über Amurru wiederhergestellt war, als König ab und führte ihn gefangen nach Ḫatti. Šapili wurde als neuer König in Amurru eingesetzt. Strategische Überlegungen mögen Ḫattušili III. dazu bewogen haben, die Auslieferung des Bentešina von Muwattalli II. zu fordern. Nachdem Muwattalli II. der Bitte nachkam, wies Ḫattušili III. Bentešina einen Wohnort in Ḫakpiš zu. Als schließlich Ḫattušili III. gegen Muršili III. revoltierte und selbst Großkönig wurde, setzte er den bisherigen König Šapili wieder ab und gab Bentešina sein Amt zurück. Ḫattušili III. verheiratete seine Tochter Gaššuliyawiya mit Bentešina und Nerikkaili, ein Sohn Ḫattušilis, heiratete eine Tochter Bentešinas. Bei dieser Gelegenheit wurde der Vertrag erneuert, den Aziru mit Šuppiluliuma I. geschlossen hatte. Ḫattušili III. erklärte sein mildes Vorgehen gegen Bentešina mit dem Hinweis darauf, dass die Ägypter unter Ramses II. Bentešina keine andere Wahl gelassen hätten. Bentešina war dadurch in der gleichen Lage wie früher Aziru.
In einem Brief Ḫattušilis III. an Kadašman-Enlil II. von Babylon wird Bentešina als Herrscher von Amurru erwähnt. Der babylonische König beklagt darin (Nacherzählung Ḫattušilis), dass seine Händler in Ugarit und Amurru getötet worden seien, und Bentešina (Bantip-šenni) ihn verflucht habe.
Bentešina ist noch als König von Amurru und Zeuge des Staatsvertrags zwischen Tudḫaliya IV. und Kurunta, der ca. 1236 v. Chr., zu Beginn der Herrschaft Tudḫaliyas, geschlossen wurde, belegt. Neben ihm wird auch sein Sohn und designierter Thronfolger Šaušgamuwa als Zeuge genannt. Aus dem sogenannten Šaušgamuwa-Vertrag, ein Schreiben Tudḫaliyas an Šaušgamuwa, geht hervor, dass Bentešina inzwischen verstorben war. In diesem Text werden die historischen Entwicklungen in Amurru rekapituliert und dabei auch der Abfall von Bentešina unter Muwattalli II. in Erinnerung gerufen sowie dessen Wiedereinsetzung. Da der Šaušgamuwa-Vertrag auf schwere Spannungen der Hethiter mit Assyrien hinweist, die vor allem zu Beginn der Herrschaft des assyrischen Königs Tukulti-Ninurta I. (ab ca. 1233 v. Chr.) nachgewiesen sind, lässt sich der Tod Betenšinas ungefähr in die Zeit zwischen 1235 und 1230 v. Chr. eingrenzen.